# Dorothy Hann
Dorothy „Dottie“ Hann (* um 1930) ist eine US-amerikanische Badmintonspielerin. 

## Karriere
Dorothy Hann gewann 1951 die US Open im Damendoppel mit Loma Smith. Vier Jahre später erkämpfte sie sich ihren zweiten Titel bei dieser Veranstaltung, diesmal jedoch im Mixed mit Wynn Rogers.

## Sportliche Erfolge
| Saison | Veranstaltung | Disziplin   | Platz | Name                       |
| ------ | ------------- | ----------- | ----- | -------------------------- |
| 1951   | US Open       | Damendoppel | 1     | Dorothy Hann / Loma Smith  |
| 1955   | US Open       | Mixed       | 1     | Wynn Rogers / Dorothy Hann |

## Referenzen
- http://www.ocbadmintonclub.com/Media/USOpen2006/2006USOpenProgramBook.pdf

| Personendaten    | Personendaten                       |
| ---------------- | ----------------------------------- |
| NAME             | Hann, Dorothy                       |
| ALTERNATIVNAMEN  | Hann, Dottie                        |
| KURZBESCHREIBUNG | US-amerikanische Badmintonspielerin |
| GEBURTSDATUM     | um 1930                             |